# Ilyich Rivas
Ilyich Rivas (San Cristóbal, Venezuela, 9 de junio de 1993) es un director de orquesta venezolano-estadounidense. Inició su carrera a la edad de 16 años frente a la Orquesta Sinfónica de Atlanta en los Estados Unidos.

## Estudios e inicios
Nació en la ciudad de San Cristóbal, Venezuela, el 9 de junio de 1993 y pertenece a la cuarta generación de una distinguida familia de músicos venezolanos.
Sus padres, Marjorie Carrero, abogada egresada de la Universidad Católica del Táchira (UCAT) y Alejandro Rivas, también abogado (UCAT) y director de orquesta, se trasladaron a los Estados Unidos en 1994 para especializarse en literatura Hispanoamericana y dirección de orquesta respectivamente en la Universidad de Cincinnati, ejerciendo luego cargos, Marjorie como profesora en las universidades de Denver en Colorado y American University en Washington y Alejandro como director de orquesta en la Universidad Metropolitana de Denver. Ilyich demostró un excepcional interés por la dirección desde muy temprano e inició estudios con su padre a los seis años de edad.
En 2009, fue seleccionado para participar en el Festival de Jóvenes Directores de Cabrillo en California, donde causó una gran impresión en los directores Marin Alsop y Gustav Meier, quienes de inmediato lo invitaron a participar en el doble concurso para la plaza de Director Asistente de la Orquesta Sinfónica de Baltimore y beca completa para la realización de un Diplomado en Artes en el Instituto Peabody de la Universidad de Johns Hopkins, concurso que ganó por decisión unánime. Durante la temporada 2009-2011, realizó estudios y conciertos bajo la supervisión de los maestros Marin Alsop y Gustav Meier.
Hizo además estudios de dirección en Glydenbourne Festival Opera durante cuatro temporadas de verano bajo la tutoría de Vladimir Jurowsky, Director emérito de la Filarmónica de Londres, y desde 2017 director de la Orquesta Sinfónica de Radio Berlín.

## Carrera
Ilyich Rivas ha dirigido las orquestas Filarmónica de Londres, Orquesta de Minnesota, Orquesta de la Radio de Suecia, Real Filarmónica de Estocolmo, Praga Philarmonia, Orquesta Tonkunstler de Viena, Orquesta Sinfónica de Gothenburg, Orquesta de la Radio de Hanover, Orquesta de la Radio de Stuttgart, Orquesta de la Radio de Frankfurt, Orquesta de la Suisse Romande, Real Orquesta Filarmónica de Liverpool, Orquesta Sinfónica de Lucerna, Brucknerorchester de Linz, Orquesta Sinfónica de Baltimore, Auckland Philharmonia, Orquesta de la Radio de Praga, Orquesta Sinfónica de Castilla y León, Orquesta Sinfónica de Galicia, Orquesta Sinfónica de Euskadi, Filarmónica de Poznán,  RTÉ National Symphony Orchestra de Dublin y Orquesta Sinfónica de la RTV Eslovenia, entre otras.
Ha realizado, además, importantes conciertos con las orquestas de jóvenes del Festival de Verbier en Suiza, Royal College of Music en Londres, National Academy of Music en Melbourne, Chetham’s Symphony Orquesta en Mánchester, Orquesta Juvenil de las Américas YOA, Orquesta Juvenil de Salvador de Bahía en Brasil y la Orquesta Sinfónica Internacional de YouTube en Sídney por invitación de Michael Tilson Thomas.
Otras presentaciones recientes suyas incluyen la Orchestre National de Lyon, la Deutsche Radio Philharmonie Saarbrücken Kaiserslautern, la Orquesta sinfónica de Edmonton en Canadá y la Cameristi della Scala, una orquesta de cámara conformada por miembros de la prestigiosa orquesta del Teatro alla Scala de Milán.
En el campo operático ha realizado importantes debuts, en Inglaterra al frente de la Ópera de Glyndebourne, dirigiendo Las Bodas de Fígaro, de W. A. Mozart, y Hänsel y Gretel, de Humperdinck, y La Boheme, de Puccini, con Opera North y en Holanda frente a la Reisopera de Ámsterdam en una producción original de la Traviata.
Ha sido Director Asistente de la Orquesta Sinfónica de Baltimore (2009/2011) y de la Orquesta Filarmónica de Londres (2013/2014).
En el 2022 debuta en la Filarmónica de París como director invitado para concluir la temporada 2021/2022 de la Orquesta Nacional d'Île-de-France  y su gira anual por la región isla de Francia.
En marzo de 2023 visita la Filarmonica George Enescu, en Bucharest, Rumania.
Ha realizado presentaciones con artistas de prestigio internacional como Lang Lang, Stephen Hough, Simon Trpčeski, Steven Isserlis, Elissabeth Leonskaja, Alissa Weilerstein, Ben Goldscheider y Jean-Paul Gasparian.

## Premios
Ha sido galardonado con los reconocimientos Bruno Walter para jóvenes directores, Mejor Artista del Mes para la revista Music America en los Estados Unidos, y el premio Prix Julius Baer para músicos de talento excepcional en Suiza. En 2020 Ilyich ha sido destacado por BBC Mundo entre uno de los 10 latinos menores de 30 años que inspiran hoy a los Estados Unidos.